# Réti pikkelyespereszke
A réti pikkelyespereszke vagy sárgászöld pikkelyespereszke (Floccularia luteovirens) a csiperkefélék családjába tartozó, Európában és Észak-Amerikában elterjedt, réteken, legelőkön élő, ehető gombafaj. 

## Megjelenése

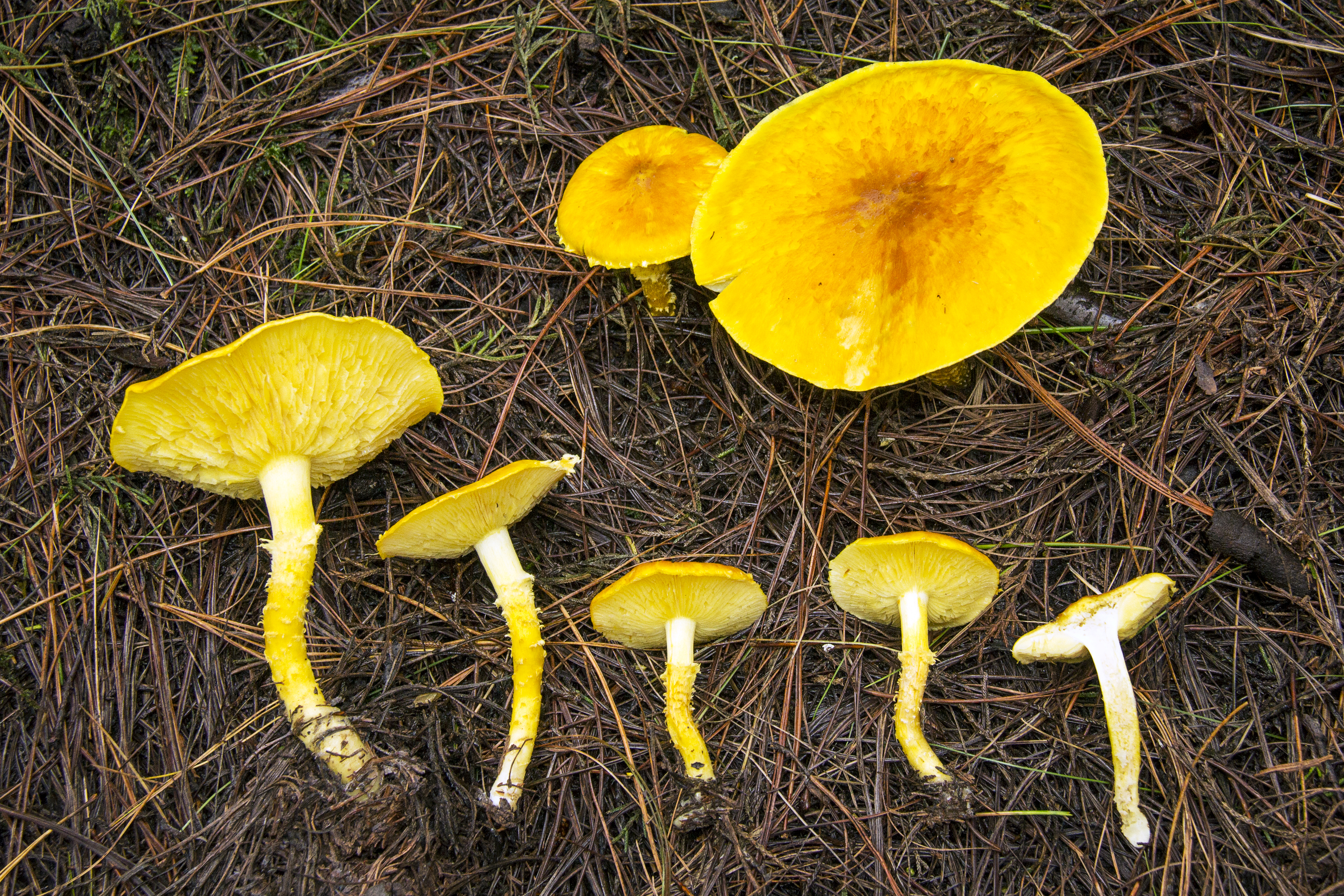

Kalapja 5-13 cm széles, alakja fiatalon domború, később széles domborúra vagy majdnem laposra kiterül. Fehéres felszínét sűrűn borítják a citrom- vagy okkersárgás, szálas pikkelyek. Idősen felülete sugarasan szálassá válik, rajta néhány pikkelymaradvánnyal. Szélén sokáig megmaradnak a rongyos burokmaradványok.
Húsa fiatalon kemény; színe fehéres, sérülésre nem változik. Íze és szaga nem jellegzetes.
Sűrűn álló lemezei foggal a tönkhöz nőttek, a féllemezek gyakoriak. Színük halványsárgás, élük gyakran fűrészes.
Tönkje 5-12 cm magas és 1,5-3,5 cm vastag. Alakja egyenletesen hengeres vagy tövénél kicsit vastagodó. Színe fehéres, a múlékony, övszerű kettős gallér fölött fehér és csupasz; alatta sárgásan szálas-pikkelyes.
Spórapora fehér. Spórája elliptikus, finoman pontozott, mérete 6-9 x 4,5-5 µm. 

### Hasonló fajok
Az akácpereszkével vagy a citromgalócával lehet összetéveszteni.  

## Elterjedése és termőhelye
Európában és Észak-Amerikában honos. Magyarországon ritka.
Réteken, legelőkön, füves helyeken él. Májustól októberig terem. 
Ehető. Magyarországon 2013 óta védett, természetvédelmi értéke 5000 Ft.